# António José Pinheiro Carvalho
António José Pinheiro Carvalho znany szerzej jako Tó-Zé (wym. [tɔˈzɛ]; ur. 14 stycznia 1993 r. w Esposende) – portugalski piłkarz występujący na pozycji ofensywnego pomocnika. Wychowanek FC Porto, juniorski i młodzieżowy reprezentant kraju.

## Kariera klubowa
António José Carvalho grę w piłkę nożną rozpoczynał w drużynie Forjães SC w rodzinnym Espodende, do której trafił nie później niż w 2002 roku. W „sezonie” 2005/2006 przeniósł się do drużyny juniorów FC Porto. W zespole os Dragões występował do 2012 roku z roczną przerwą, w czasie której bronił barw Padroense FC.
Przed sezonem 2012/2013 Tó-Zé został włączony do drużyny rezerw (FC Porto B), występującej wówczas w Segunda Liga. Początkowo był zawodnikiem rezerwowym, jednak wraz z upływem czasu coraz częściej wychodził na boisko w pierwszym składzie. W sumie w rozgrywkach drugiej ligi portugalskiej w swoim pierwszym „dorosłym” sezonie wystąpił w 35 meczach, w których strzelił 7 bramek. Dodatkowo w styczniu 2013 roku znalazł się na ławce podczas meczu pierwszej drużyny w ramach Pucharu Ligi z Vitórią Setúbal. Ostatecznie w zespole FC Porto A zadebiutował 10 lutego 2013 roku w ligowym meczu z SC Olhanense.

## Kariera reprezentacyjna
W drużynie narodowej Tó-Zé debiutował w marcu 2008 roku w kategorii wiekowej U-15. Później w tym samym roku dołączył do drużyny do lat 16. W kolejnych latach występował w wyższych kategoriach wiekowych, m.in. biorąc udział w rundzie elitarnej eliminacji do Mistrzostw Europy U-17 w 2010 roku.
W 2011 roku Tó-Zé zadebiutował w reprezentacji do lat 19, z którą uczestniczył w eliminacjach do Euro U-19 w Estonii. Podczas turnieju finałowego zawodnik FC Porto wystąpił w dwóch meczach swojej drużyny, która jednak nie zdołała wyjść z grupy.
Po mistrzostwach, w sierpniu 2012 roku Tó-Zé dołączył do reprezentacji U-20. Na przełomie maja i czerwca 2013 roku zawodnik brał udział w Turnieju w Tulonie (Portugalczycy zajęli we Francji 4. miejsce). Kilka dni później Tó-Zé znalazł się wśród powołanych na młodzieżowy Mundial, który rozgrywany był w Turcji.